# Театр комедії «МО»
Театр комедії «МО» — комедійний театр в Кременчуці, єдиний станом на березень 2018 стаціонарний театр міста. Знаходиться в будівлі колишнього гуртожитку технікуму залізничного транспорту, в якому до недавніх пір було розташоване головне управління «Приватбанку» в Кременчуці.

## Історія
Театр був створений 2015 року на основі студентського клубу «Аскал», який проіснував 15 років.
2017 року театр отримав власне приміщення. 23 січня 2018 року відбулося відкриття театру в новому приміщенні.